# ミューブ♪〜秘密の歌園〜
『ミューブ♪〜秘密の歌園〜』（ミューブひみつのうたぞの）は、2018年4月17日から6月19日までメ〜テレ制作ホリプロの制作協力により、メ～テレ、朝日放送テレビとテレビ神奈川で放送されていたテレビドラマ、主演は平祐奈。

## キャスト

### 聖（サン）ピエトロ学園ミュージカル部
池松 修子（いけまつ　しゅうこ）【イケコ】
演 - 平祐奈
主人公。ミュージカル部長でミュージカル部を立て直すべく奮闘する。
溝渕 裕子（みぞぶち　ゆうこ）【ブッチ】
演 - 大友花恋
イケコの親友。親がロハス生活を強いている。変人ばかりの本作で数少ないまともな人物。
裏井 美優（うらい　みゆ）【ウラミユ】
演 - 優希美青
影が薄い少女。普通のミュージカルには興味がないが、2.5次元舞台が好き。オスカーの声が聞こえる。
森 桃子（もり　ももこ）【モリモモ】
演 - 中村里帆
占い好きの少女。ミュージカル部にひょんなことから入ることに。
市村 千香（いちむら　ちか）【チカ】
演 - 鶴田奈々
アメリカ帰りの帰国子女。モリモモの親友。
大鶴 詠美（おおつる えみ）【エイミー】
演 - 高月彩良
元タカラジェンヌの娘。感情が高ぶると突如声高らかに歌い出すのが悩みの種。
オスカーの声
演 - 城田優
謎の像。ミュージカルに造詣が深く、なぜかウラミユにしか声が聞こえない。

### ゲスト
柄本 陸（えもと りく）　
演 - 山本涼介（第4幕）
　市村　敦  （いちむら あつし）　
演 - 橋本じゅん（第6幕）
チカの父。いつも娘のやることなすことに干渉しているため、娘に嫌がられている。
　ウラミユの母　　
演 - 白鳥久美子（たんぽぽ ）（第6幕）
ウラミユの母親。
　玉置
演 - 北原帆夏（（第7幕）
　細山田
演 - 平山りの（（第7幕）
　富山先生
演 - 池田鉄洋（（第7幕）

## スタッフ
- 脚本 - 池田テツヒロ
- 音楽 - フジモトヨシタカ
- 主題歌 - クアイフ「I love ME !」（EPIC レコードジャパン）
- チーフプロデューサー - 太田雅人（メ〜テレ）、鈴木俊明(ホリプロ）
- プロデューサー - 松岡達矢（メ〜テレ）、白石裕菜 (ホリプロ)
- 監督 - 宝来忠昭
- 制作協力 - ホリプロ
- 制作 - メ〜テレ

## 放送日程
ここでは放送開始が最も早いメ〜テレ・朝日放送テレビの日程を記載する。
| 各話           | 放送日  | サブタイトル               |
| -------------- | ------- | -------------------------- |
| 第1幕          | 4月17日 | ワン！                     |
| 第2幕          | 4月24日 | 入ればいい！               |
| 第3幕          | 5月1日  | ガン・バルジャン           |
| 第4幕          | 5月8日  | ありえる？                 |
| 第5幕          | 5月15日 | アイアン乱舞               |
| 第6幕          | 5月22日 | 有明の怪人                 |
| 第7幕          | 5月29日 | ドッチ・サイド・ストーリー |
| 第8幕          | 6月5日  | パロデューサーズ           |
| 第9幕          | 6月12日 | 弁当                       |
| 第10幕(最終回) | 6月19日 | ナ・ナ・ナンデ             |

## 放送局・配信元
| 放送地域   | 放送局         | 放送時間                         | 放送期間                | 系列           |
| ---------- | -------------- | -------------------------------- | ----------------------- | -------------- |
| 中京広域圏 | メ〜テレ       | 火曜 0:55 - 1:25（月曜深夜）     | 2018年4月17日 - 6月19日 | テレビ朝日系列 |
| 近畿広域圏 | 朝日放送テレビ | 火曜未明 2:34 - 3:04（月曜深夜） | 2018年4月17日 - 6月19日 | テレビ朝日系列 |
| 神奈川県   | テレビ神奈川   | 水曜 23:00 - 23:30               | 2018年4月18日 - 6月20日 | 独立局         |

ネット配信
- 朝日放送テレビでの放送終了後、TVerやGYAO!にて最新話を配信している。